# Woodhouses
Woodhouses – osada w Anglii, w hrabstwie ceremonialnym Wielki Manchester, w dystrykcie metropolitalnym Oldham, w unparished area Failsworth. Leży 8 km od miasta Manchester. W 1951 roku civil parish liczyła 677 mieszkańców.